# Centaurea poculatoris
Centaurea poculatoris ist eine Pflanzenart aus der Gattung der Flockenblumen (Centaurea) in der Familie der Korbblütler (Asteraceae). Sie ist ein sehr seltener Lokalendemit Kretas.

## Merkmale
Centaurea poculatoris ist ein ausdauernder Schaft-Hemikryptophyt, der eine Größe von 5 bis 10 Zentimeter erreicht. Der Stängel ist niederliegend. Die Blätter sind zumindest auf ihrer Unterseite weißflockig-filzig, verkahlen aber mit der Zeit mehr oder weniger stark. Die grundständigen, in einer Rosette angeordneten Blätter sind ganzrandig oder buchtig fiederlappig bis fiederschnittig mit eiförmigen bis rundlichen Abschnitten. Die Stängelblätter sind mehr oder weniger ungeteilt.
Die Körbe stehen einzeln an der Spitze der Stängel. Die Hülle misst 12 bis 16 × 6 bis 8 Millimeter. Die Anhängsel sind kammartig gewimpert und besitzen einen endständigen aufrechten und dünnen Dorn. Die Länge dieses Enddorns variiert zwischen (selten 1,5 bis) 2 und 5 Millimeter, meist ist er länger als die Seitenfransen. Die Blüten sind gelb mit rötlicher Spitze. Die Achänen messen 2,8 bis 3 × 1,2 Millimeter, ihre Form ist länglich, ihre Behaarung kurz flaumig. Der Pappus ist weiß und besteht aus ungleichen, winzig rauen, bis 3,5 Millimeter langen Borsten.
Die Blütezeit reicht von Juni bis Juli.
Die Chromosomenzahl beträgt 2n = 18.

## Vorkommen
Centaurea poculatoris ist auf Kreta in der Gemeinde Sfakia, gelegen in der ehemaligen Präfektur Chania, endemisch. Die Art wächst nur in zwei benachbarten Schluchten. Sie besiedelt Spalten steiler Kalkfelswände in Höhenlagen von 50 bis 320 Meter.
Centaurea poculatoris wird in der Roten Liste gefährdeter Arten Griechenlands wegen ihrer großen Seltenheit als „Endangered (EN)“, d. h. stark gefährdet, geführt.

## Systematik
Centaurea poculatoris wurde am 8. Oktober 1966 von Werner Greuter gesammelt und 1967 erstbeschrieben. Das Artepitheton ehrt den Schweizer Botaniker Alfred Becherer (1897–1977) mit dessen latinisierten Familiennamen. Innerhalb der Gattung Centaurea gehört diese isoliert stehende Art zur Sektion Acrolophus (Cass.) DC. und erinnert noch am ehesten an Centaurea attica Nyman.

## Belege
- Ralf Jahn, Peter Schönfelder: Exkursionsflora für Kreta. Mit Beiträgen von Alfred Mayer und Martin Scheuerer. Eugen Ulmer, Stuttgart (Hohenheim) 1995, ISBN 3-8001-3478-0.